# Chalcorana
Chalcorana is een geslacht van kikkers uit de familie echte kikkers (Ranidae). De groep werd voor het eerst wetenschappelijk beschreven door Alain Dubois in 1992.

## Verspreiding
De verschillende soorten komen voor in delen van zuidoostelijk Azië.
Er zijn tegenwoordig twaalf vertegenwoordigers van het geslacht Chalcorana. Veel soorten behoorden eerder tot andere geslachten zoals Hydrophylax en Hylarana, en zijn in veel literatuur onder deze verouderde namen bekend.

## Taxonomie
Geslacht Chalcorana
- Soort Chalcorana chalconota
- Soort Chlacorana crassiovis
- Soort Chalcorana eschatia
- Soort Chalcorana kampeni
- Soort Chalcorana labialis
- Soort Chalcorana macrops
- Soort Chalcorana megalonesa
- Soort Chalcorana mocquardi
- Soort Chalcorana parvaccola
- Soort Chalcorana raniceps
- Soort Chalcorana rufipes
- Soort Chalcorana scutigera